# Und alles is ganz anders word’n
Und alles is ganz anders word’n ist das zweite Studioalbum des österreichischen Liedermachers Rainhard Fendrich, das im Jahr 1981 erschien.

## Entstehung und Veröffentlichung
Die Erstveröffentlichung von Und alles is ganz anders word’n erfolgte im Jahr 1981 bei Philips Records in Österreich. Das Album erschien in seiner Originalausführung als LP mit elf Titeln (Katalognummer: 6322 077). In Deutschland erschien das Album ebenfalls im Jahr 1981 bei Nature Records, jedoch mit dem Bonustitel Strada del sole (Katalognummer: 0060.470). Am 5. April 1994 erschien das Album erstmals als CD-Ausführung bei Amadeo Records (Katalognummer: 521 780-2).
Geschrieben und produziert wurden die Lieder vom Interpreten selbst. Während Fendrich für den Schreibprozess weitgehend alleine verantwortlich zeichnete, bekam er bei der Produktion Unterstützung durch Christian Kolonovits.

## Titelliste
DE-Ausgabe
1. Razzia – 4:17
2. Schickeria – 3:36
3. Bodybuilder – 3:00
4. Strada del sole – 3:16
5. Polyäthylen – 3:46
6. Und alles is ganz anders word’n – 5:10
7. Sonnenuntergänge – 4:51
8. Ich hasse deine Liebe – 4:15
9. Deine Mutter – 3:59
10. Lass di falln – 3:53
11. Liebeslied – 2:47
12. Wien – 4:00

## Singleauskopplungen
| Jahr | Titel      | Höchstplatzierung, Gesamtwochen/‑monate, AuszeichnungChartplatzierungen (Jahr, Titel, , Platzierungen, Wochen/Monate, Auszeichnungen, Anmerkungen) | Höchstplatzierung, Gesamtwochen/‑monate, AuszeichnungChartplatzierungen (Jahr, Titel, , Platzierungen, Wochen/Monate, Auszeichnungen, Anmerkungen) | Anmerkungen                |
| Jahr | Titel      | DE | AT | Anmerkungen                |
| ---- | ---------- | --- | --- | -------------------------- |
| 1981 | Razzia     | — | AT9 (2 Mt.)AT | Erstveröffentlichung: 1981 |
| 1981 | Schickeria | DE47 (8 Wo.)DE | AT1 (4 Mt.)AT | Erstveröffentlichung: 1981 |

## Chartplatzierungen
| ChartsChartplatzierungen | Höchstplatzierung | Monate |
| ------------------------ | ----------------- | ------ |
| Österreich (Ö3)          | 1 (6 Mt.)         | 6      |

| ChartsJahrescharts (1982) | Platzierung |
| ------------------------- | ----------- |
| Österreich (Ö3)           | 4           |